# Mieux vaut mal vivre que mourir
 (octobre 2012).
Pour plus de détails, voir Fiche technique et Distribution.
Mieux vaut mal vivre que mourir est un film documentaire belgo-burundais réalisé par Justine Bitagoye et Gaudiose Nininahazwe et sorti en 2006.

## Synopsis
Une journée d’un garçon qui vit comme toute la population du village, au rythme du dépotoir. Il y a grandi, il s’y est nourri, et y trouve aujourd’hui les objets de son commerce. Ce film retrace avec tendresse la vie difficile et humble des habitants d’un dépotoir.

## Fiche technique
- Réalisation : Justine Bitagoye, Gaudiose Nininahazwe
- Production : Radio-Télévision nationale du Burundi
- Scénario : Gloriose Mbazumutima
- Image : Anatole Habonimana
- Son : Adrien Ndikumana
- Montage : Françoise Nzohabonayo, Cédric Nkurunziza